# 鄂国金佗稡编续编
《鄂国金佗稡编续编》又稱鄂国金佗稡编、续编，是《鄂国金佗粹编》（簡稱金佗稡编）以及《鄂国金伦续编》（簡稱金佗续编）兩本書的合稱。鄂国金佗粹编共二十八卷，鄂国金伦续编共三十卷，作者都是南宋的岳珂。兩書為岳珂收罗涉及岳飞生平、抗金事迹、与宋高宗往来文书以及传记、诗词等资料，是研究南宋初年政治史、军事史以及宋高宗、岳飞的重要史料。因岳飞于宋宁宗时被追封为鄂王，所以得名“鄂国”，又因岳珂曾在嘉兴府府城内的金佗坊居住，所以得名“金佗”。

## 兩書出版及流傳情況
鄂国金佗粹编成書于宋宁宗嘉定十一年（1218），在嘉兴府刻印成书。鄂国金伦续编成書于宋理宗绍定元年（1228），在镇江府刻印成书。端平元年（1234），岳珂在江南西路合刻两书。两书的宋刻本沒有流傳到現在。现在所见的最早流傳版本是元朝至正二十三年（1363）刻于江浙行省的印本。明朝嘉靖年间的刻本源于元朝刻本，而且经黄日敬校补。另有清朝光绪七年（1881）浙江书局本。1989年，中华书局出版王曾瑜《鄂国金伦粹编续编校注》上下册，该书以元刻本为底本，参校各本及其他有关书籍，并有标点及注释。

## 鄂国金佗粹编
鄂国金佗粹编卷一至卷三收录宋高宗写给岳飞的亲笔手语七十六份。卷四至卷八寫的是岳飞的编年传记，卷九寫的是岳飞的个人品德、治军风范等。卷十至卷十九收录岳飞的表跋、奏议、檄文、诗词、题记等，共计一百六十七篇，其中《南京上皇帝书略》、《气移都奏略》、《论虎情奏略》、《气定储嗣奏略》、《气止班师绍奏略》、《气出京洛奏略》和《气出薪黄奏略》七篇沒有流傳下來。卷二十至卷二五就建储、淮西、山阳、张宪、承楚等问题替岳飞辩白。卷二十六至卷二十八收录宋廷为岳飞平反、定謚、追封、改謚等文件。

## 鄂国金伦续编
鄂国金伦续编卷一补收宋高宗詔書十一份及《御赐无剑赋》。卷二至卷十二收录了一批宋廷给岳飞的制语和省札。卷十三至卷十六补收岳飞平反、定謚、追封、改謚的文件。卷十七至卷三十刊載他人表彰岳飞的文字，其中有章颖《鄂王传》五卷、刘光祖《襄阳石刻事迹》三卷、鼎漕逸民《杨么事迹》二卷等。